# Banjaragung (Balongpanggang)
Banjaragung is een bestuurslaag in het regentschap Gresik van de provincie Oost-Java, Indonesië. Banjaragung telt 1509 inwoners (volkstelling 2010).